# Bösdorf (Oebisfelde-Weferlingen)
Bösdorf ist ein Ortsteil der Stadt Oebisfelde-Weferlingen im Landkreis Börde in Sachsen-Anhalt.

## Geografie
Bösdorf liegt rund sechs Kilometer südwestlich von Oebisfelde am Rande des Naturparks Drömling.

## Geschichte
Von 1994 bis zum 1. Januar 2005 gehörte Bösdorf zur Verwaltungsgemeinschaft Oebisfelde, von 2005 bis zum 31. Dezember 2009 zur Verwaltungsgemeinschaft Oebisfelde-Calvörde.
Durch einen Gebietsänderungsvereinbarung beschlossen die Gemeinderäte der Gemeinden Stadt Oebisfelde (am 27. Mai 2009), Bösdorf (am 26. Mai 2009), Eickendorf (am 28. Mai 2009), Etingen (am 26. Mai 2009), Kathendorf (am 19. Mai 2009), Rätzlingen (am 27. Mai 2009), Eschenrode (am 28. Mai 2009), Döhren (am 28. Mai 2009), Hödingen (am 20. Mai 2009), Hörsingen (am 27. Mai 2009), Schwanefeld (am 25. Mai 2009), Seggerde (am 26. Juni 2009), Siestedt (am 28. Mai 2009), Walbeck (am 28. Mai 2009) und der Flecken Weferlingen (am 19. Mai 2009), dass ihre Gemeinden aufgelöst und zu einer neuen Stadt Oebisfelde-Weferlingen vereinigt werden. Dieser Vertrag wurde vom Landkreis als unterer Kommunalaufsichtsbehörde genehmigt und trat am 1. Januar 2010 in Kraft.
Nach Umsetzung der Vereinigungsvereinbarung der bisher selbstständigen Gemeinde Bösdorf wurde Bösdorf Ortsteil der neuen Stadt Oebisfelde-Weferlingen. Für die eingeflossene Gemeinde wurde die Ortschaftsverfassung nach den §§ 86 ff. Gemeindeordnung Sachsen-Anhalt eingeführt. Die aufgenommene Gemeinde Bösdorf und künftige Ortsteil Bösdorf wurde zur Ortschaft der neuen Stadt Oebisfelde-Weferlingen. In der eingeflossenen Gemeinde und nunmehrigen Ortschaft Bösdorf wurde ein Ortschaftsrat mit acht Mitgliedern einschließlich Ortsbürgermeister gebildet.

## Politik
Der ehrenamtliche Bürgermeister Georg Ohrdorf (FDP) war vom 12. Juni 1994 bis zum 31. Dezember 2009 im Amt und ist seitdem Ortsbürgermeister.

### Ortschaftsrat
Laut der letzten Kommunalwahl am 7. Juni 2009 hatte der Gemeinderat acht Mitglieder. Aufgrund der Stadtgründung von Oebisfelde-Weferlingen wurde der Gemeinderat automatisch zum Ortschaftsrat. Die Wahlbeteiligung lag bei 40,6 %. Die Wahl brachte folgendes Ergebnis:
|  | Wählergruppen  | 7 Sitze | (91,2 %) |
|  | Einzelbewerber | 1 Sitz0 | (8,8 %)  |

2014 wurde ein Ortschaftsrat mit fünf Mitgliedern gewählt. Daneben gehört der Ortsbürgermeister als Vorsitzender dem Ortschaftsrat an.

### Wappen
Das Wappen wurde am 27. November 1996 durch das Regierungspräsidium Magdeburg genehmigt.
Blasonierung: „In Gold auf grünem Hügel ein nach links aufgerichtetes schwarzes Pferd mit goldenen Hufen.“
Die Gestaltung ist das Redesign einer bisher nicht bestätigten Wappendarstellung und basiert auf einem Pferd als Siegelbild, das für Bösdorf im 18. Jahrhundert nachweisbar ist. Ferner symbolisiert es die Pferdezucht und -haltung in der Gemeinde, der grüne Schildfuß steht für Wald und Weideland der Umgebung.
Die Gemeindefarben sind Schwarz - Gold.
Der Entwurf und die Gestaltung des Wappens stammt von der Magdeburger Heraldikerin Erika Fiedler.

### Flagge
Die Flagge ist Schwarz - Gelb gestreift mit aufgelegtem Wappen.

## Kultur und Sehenswürdigkeiten

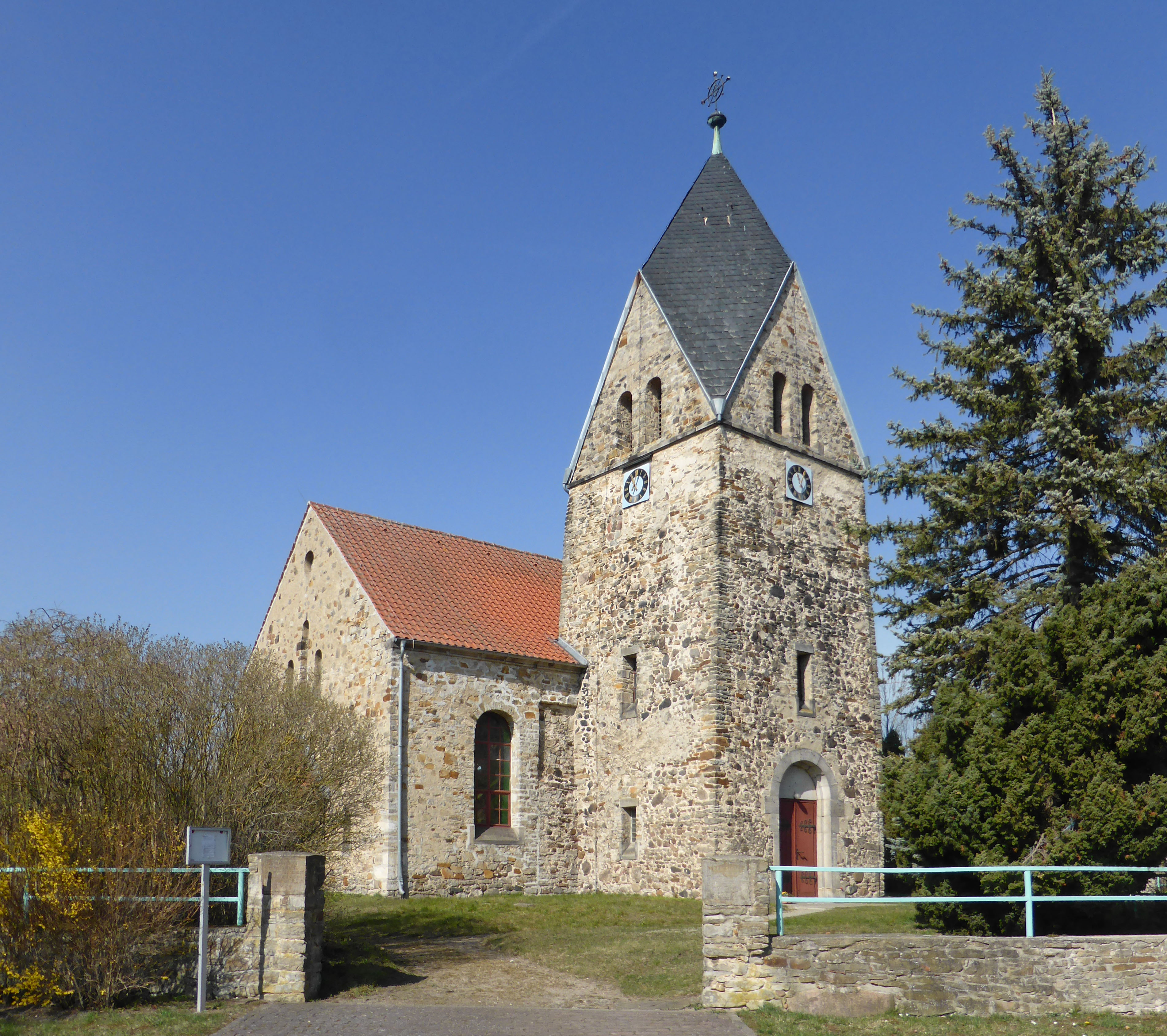
Kirche

In Bösdorf befindet sich eine zum Pfarrbereich Rätzlingen gehörende evangelische Kirche.

## Wirtschaft und Infrastruktur
Bösdorf liegt an der Landesstraße Oebisfelde–Calvörde. Zur Bundesstraße 188, die Wolfsburg mit Rathenow verbindet, sind es in nördlicher Richtung rund 8 km. Die Bundesautobahn 2 mit der Anschlussstelle Helmstedt-West (61) wird in rund 24 km erreicht.
Bösdorf liegt an der Bahnstrecke Glindenberg–Oebisfelde. Vom Haltepunkt Bösdorf fahren Personenzüge in beide Richtungen im Zweistundentakt, im Berufsverkehr auch häufiger.

## Persönlichkeiten
Bösdorf war für einige Monate der Aufenthaltsort des späteren Schriftstellers Ralph Giordano und seiner Familie, nachdem diese im Jahre 1943 in Hamburg „ausgebombt“ worden war. Er berichtete darüber in seiner Autobiographie Erinnerungen eines Davongekommenen sowie in leicht veränderter Form in seinem autobiographisch gefärbten Roman Die Bertinis, in dem Bösdorf die Ortsbezeichnung Bodendorf über Obenwalde trägt.